# Cladosporium machili
Cladosporium machili är en svampart som beskrevs av Sawada 1959. Cladosporium machili ingår i släktet Cladosporium och familjen Davidiellaceae.   Inga underarter finns listade i Catalogue of Life.